# Джойя, Захра
Захра Джойя (дари زهرا جویا; род. 1992, Бамиан) — афганская журналистка. Создательница «Рухшана Медиа» — цифрового новостного издания, рассказывающего на дари и английском языке истории женщин и девочек в Афганистане, которым она руководит из изгнания в Лондоне.

## Биография

### Рождение, ранние годы. «Мухаммед»
Родилась в 1993 году (по другим данным в 1992 году) в деревне в районе Варас на юге центральной провинции Бамиан.
Принадлежит к хазарейцам — этническому меньшинству шиитского вероисповедания, которое долгое время подвергалось преследованиям со стороны Талибана.
Как и все афганские женщины родилась нежеланной:
Когда я родилась, старейшинам моей семьи было очень грустно и стыдно, что у моих родителей родилась дочь. Они не думали, что я вообще имею какую-то ценность. Это реальность для женщин всего Афганистана. Мы рождаемся нежеланными. И всё же мне никогда, никогда не было грустно или стыдно за то, кем я являюсь. Всю свою жизнь я верила, что могу быть тем, кем захочу.
В детстве она часто дралась с любым, кто говорил ей, что она не может что-то делать, потому что она — девочка.
Её мать и бабушка, как и другие женщины в деревне были неграмотными. Мальчиков в деревне учил имам местной мечети, которого наняла деревня. Двое из семьи Захры, её дяди учились в мечети. Талибы, пришедшие к власти в Афганистане в 1995 году, запретили девочкам и женщинам доступ к образованию. Захре было 5 лет, когда она начала посещать школу, по совету дяди переодетая мальчиком:
Каждый день я шла два часа туда и два часа назад. Мне повезло, потому что меня поддержали родители. Они шили мне одежду для мальчиков, и я заставила всех называть меня Мухаммедом. Не думаю, что я была особенно смелой, потому что знаю, что есть много других девочек, которым никогда не представится шанс сделать что-то подобное.
В течение шести лет, при талибах Захра не только одевалась как мальчик, но и говорила и ходила как мальчик. Мужскую одежду она носила и вне школы. Режим талибов пал в 2001 году после возглавляемой США военной операции «Несокрушимая свобода». При президенте Хамиде Карзае (2002—2004) девочки и женщины получили доступ к образованию. Захра, учившаяся к тому времени в 6-м классе, смогла посещать школу как девочка, чем шокировала своих одноклассников. Захра, которая за одну ночь «сменила пол», стала изгоем. Девочки отказывались принять её за свою, а мальчики издевались. И родственники в шутку продолжали иногда её звать «Мухаммедом Захрой».

### Учёба на юрфаке
По окончании школы семья запретила поступать Захре в университет. Позднее отец всё же дал согласие с условием, поскольку не мог оплатить стоимость обучения в частном университете, что Захра будет в состоянии самостоятельно обеспечить себя:
Его разрешение было моим «золотым билетом». Весной 2011 года я уехала из Бамиана в Кабул. По приезде я поступила на юридический факультет Университета имени Гавхаршад. Но это не положило конец испытаниям, с которыми мне предстоит столкнуться. Я ведь была деревенской девушкой в большом городе. Ко всему прочему, у меня не было денег. Я даже не могла себе позволить
проезд до университета, так что мне приходилось проходить пешком большие расстояния. Также было сильное чувство изоляции. Впервые в своей жизни я жила одна в маленькой комнате, и мне не с кем было поговорить, кроме своего собственного отражения.
Отец Захры был прокурором и женщины просили его о защите. Чтобы защищать права женщин Захра по примеру отца хотела стать прокурором или адвокатом. Стоимость обучения в частном Университете имени Гавхаршада, основанном Симой Самар в 2010 году в Кабуле и ориентированном на обездоленные слои, была очень низкой, а студенткам предоставлялись скидки.
Захра заболела тифом, её здоровье стало ухудшаться. Её университетская подруга, Захра Юсуфи, которая также приехала из района Варас, помогла оплатить лечение, устроиться на работу в офис и начать карьеру журналистки: 
Когда я поступила в университет в Кабуле, у моих одноклассниц и подруг были истории, которыми нужно было поделиться с другими, но им негде было их опубликовать.
Через четыре года она смогла перевезти в Кабул и дать своим трём сёстрам доступ к образованию.

### Карьера журналистки
Джойя почти десять лет работала журналистом в местных информационных агентствах, а затем в качестве репортёра-расследователя в газетах Кабула. Работала в частном новостном агентстве Jomhor News. Афганистан долгое время был одним из самых опасных мест в мире для журналисток:
Мне пришлось спорить с коллегами и людьми на улице, которые прогоняли меня домой и стыдили за то, что я публично задаю вопросы. Я всегда отвечала: «Я журналист и имею право быть здесь».
Работала заместителем директора по связям с общественностью в муниципальном правительстве Кабула:
Я хотела показать, что женщины — особенно женщины из такого этнического меньшинства, как я, — могут быть активными в общественной жизни.
Женщины были слабо представлены в журналистской профессии:
Я была журналисткой десять лет. В редакции новостей я часто была единственной женщиной. Раньше я спрашивала своих коллег, почему нет других женщин, и они говорили, что у большинства журналисток нет хороших способностей или навыков. Я сказала, что мы должны их учить.

### «Рухшана Медиа»
В возрасте 28 лет, в ноябре 2020 года Захра Джойя на собственные деньги создала «Рухшана Медиа» как первое феминистское информационное агентство Афганистана, где молодые местные журналистки освещали реалии жизни женщин и девочек по всей стране. В различных частях страны существовали радиостанции и телеканалы, управляемые женщинами или для женщин, но амбиции Захры заключались в том, чтобы «Рухшана» стала первым национальным источником новостей, где афганская женщина в любом регионе могла бы увидеть свою собственную жизнь, отраженную в историях, которые публикуются ежедневно:
Моя команда в «Рухшане» состоит из молодых женщин — большинству из них 22 или 23 года, все они такие смелые и бесстрашные, все они подвергают себя риску из-за своей работы.
Название было выбрано в память о 19-летней девушке Рухшане, которую 25 октября 2015 года убили в контролируемом талибами районе Чагчаран центральной провинции Гор за попытку сбежать из насильственного брака. Рухшана отказалась выходить в брак по расчёту и сбежала с молодым человеком по имени Мохаммад Гюль. Её поймали и принудили стать третьей женой 55-летнего мужчины. Она снова сбежала с Мохаммадом Гюлем и была поймана. Согласно шариату наказание за прелюбодеяние для человека, находящегося в браке, — забивание камнями до смерти, а если прелюбодеяние совершит холостой мужчина, — сто ударов хлыстом. Рухшану забили камнями, а её 22-летний молодой человек, поскольку не был женат, подвергся порке. 
Первоначально в сеть входило менее десяти журналисток, затем «Рухшана Медиа» расширилось. В течение 2021 года сеть публиковала материалы на темы дискриминации и насилия в отношении женщин, а также коррупции. «Рухшана Медиа» открыто критиковало талибов, обвиняя их в убийствах и нападениях на общественных активисток за несколько месяцев до вывода войск США и Великобритании. Захра Джойя заявляет, что неоднократно получала анонимные угрозы.

### Побег. Изгнание
После прихода к власти в Афганистане талибов и захвата Кабула в августе 2021 года афганские журналистки, в том числе журналистки «Рухшана Медиа», опасаясь за свою жизнь, вынуждены были скрыться. Захра Джойя пряталась в своём доме от талибов и покинула Афганистан в сентябре вместе с тремя сёстрами, братом и племянницей. В течение двух дней Джойя и её родственники находились в ловушке среди паникующей толпы возле аэропорта Кабула, изо всех сил пытаясь добраться до безопасного выхода на посадку:
Увидев этот уровень беспомощности и унижения, я расплакалась. Я начала кричать от боли.
Захру и её родственников эвакуировало из Кабула правительство Великобритании:
Если бы я осталась в Афганистане, я действительно верю, что они бы меня убили. Может быть, не сразу, но со временем.
Её родители остались в стране и скрываются.
Вместе с другими афганскими беженцами в течение многих месяцев она жила в отеле в центре Лондона, ожидая подтверждения статуса беженца. Захра Джойя продолжает руководить «Рухшана Медиа» из Великобритании.
Пулитцеровский центр выступил партнёром «Рухшана Медиа» и выделил совместный грант Захре Джойя и Эми Феррис-Ротман (Amie Ferris-Rotman) — бывшей корреспондентке Reuters и The Washington Post, работавшей в Кабуле, на проект «Вдали от дома» (Far From Home) — сборник историй женщин из афганской диаспоры, бежавших из Кабула после его захвата талибами в 2021 году. Через интервью и портреты афганских женщин, которые были вынуждены начать новую жизнь, находясь вдали от дома, Джойя и Эми Феррис-Ротман пролили новый свет на захват власти талибами.

## Признание
В 2021 году международная неправительственная организация «RAW in War» отметила мужество и решимость журналисток «Рухшана Медиа».
Журнал Time включил Захру в список 12 женщин 2022 года, которые работают над созданием более равноправного мира. Дала интервью Анджелине Джоли.
20 сентября 2022 года  на торжественной церемонии в Нью-Йорке получила одну из четырёх премий Changemaker, вручаемых Фондом Билла и Мелинды Гейтс за работу по достижению Целей ООН в области устойчивого развития, — за «её работу по обеспечению того, чтобы истории женщин в её родной стране освещались и доходили до внимания широкой общественности. <…> Джойя способствует реализации ЦУР 5: Гендерное равенство и ЦУР 16: Мир, справедливость и сильные институты».
Вошла в список Би-би-си «100 женщин» 2022 года.